# كايفانو لاتوبيريسا
كايفانو لاتوبيريسا (28 أبريل 1991 في هولندا - ) هو لاعب كرة قدم هولندي في مركز الوسط. لعب مع إن إي سي نيميخن وتوب أوس وJVC Cuijk ‏.

## وصلات خارجية
- كايفانو لاتوبيريسا على موقع قاعدة بيانات كرة القدم.إي يو (الإنجليزية)
- كايفانو لاتوبيريسا على موقع Soccerway.com (الإنجليزية)
- كايفانو لاتوبيريسا على موقع عالم كرة القدم.نت (الإنجليزية)